# Schizoporella japonica
Schizoporella japonica is een mosdiertjessoort uit de familie van de Schizoporellidae. De wetenschappelijke naam van de soort werd in 1890 voor het eerst geldig gepubliceerd door Arnold Edward Ortmann.

## Verspreiding
Schizoporella japonica is een zwaar verkalkte mosdiertjessoort die inheems is in het noordwesten van de Stille Oceaan, van China tot Noord-Japan. Geïntroduceerde populaties zijn bekend van de westkust van Noord-Amerika, variërend van Alaska tot Point Conception in Californië. De volledige omvang van zijn oorspronkelijke en geïntroduceerde verspreidingsgebied is onzeker, mede vanwege de verwarring met soortgenoten als S. unicornis, S. errata en andere Schizoporella-soorten. Schizoporella-soorten zijn veelvoorkomende aangroeiorganismen. Hierbij domineren ze vaak de aangroeigemeenschap op door de mens gemaakte constructies, zoals scheepsrompen en dokken. In 2014 werd deze exoot voor het eerst waargenomen in West-Europa.